# Энгелсманплат
Энгелсманплат или Калкман (нидерл. Engelsmanplaat, Kalkman) — необитаемая и постоянно изменяющаяся полоса суши между голландскими островами Амеланд и Схирмонниког, состоящая из нескольких песчаных отмелей , примерно в пяти километрах от архипелага Западные Фризские острова, Ваттовое море, Нидерланды. Административное подчинение — провинция Фрисландия, муниципалитет Noardeast-Fryslân.
Здесь наблюдается большое скопление десятков видов перелётных птиц и сотен отдыхающих тюленей. Достоверно неизвестно, как эта часть суши получила свое название.

## Описание
Энгелсманплат представляет собой систему из нескольких песчаных равнин между двумя островами Амеланд и Схирмонниког, примерно в пяти километрах от побережья Фризского архипелага. Песчаную полосу протяжённостью менее одного квадратного километра почти полностью покрывает вода во время прилива. Только на юге часть земли выступает из-под воды, на ней скапливается большое количество тюленей и перелётных птиц, располагающихся для гнездования и отдыха. На песчаной отмели находится пункт наблюдения за животными и птицами. На севере отмели находится наиболее выступающая часть суши — Хет Риф (нид. Het Rif) .
В частности, в большом количестве встречаются перелетные птицы, такие как краснохвостый веретенник, пестрый и трехпалый кулики, крачки (в том числе и карликовая крачка, песчанки и многие другие.

## История
Энгелсманплат, вероятно, существовал на протяжении сотен лет. «Английская пластина» (Engelsmanplaat) впервые упоминается в 17 веке. Поскольку отмель находится между двумя островами, в морском канале между ними мог оседать песок при разделении потоков, возможно, так появилась отмель.
За всё время наблюдений площадь песчаной отмели постоянно изменялась. Вначале на западной стороне существовала довольно большая территория суши. Между 1832 и 1991 годами её площадь сократилась с 7,1 до 2,2 км. С 70-х годов XX века площадь косы продолжает уменьшаться. С начала XIX века на западном склоне возникла сильная эрозия, связанная с циклическим явлением — штормовыми приливами, что способствовало размыванию песчаной береговой полосы и расширению морского пространства между островами.
Энгелсманплат находится в постоянном процессе роста и упадка, и этот цикл повторялся каждые 100 лет и выглядел следующим образом:
- Пролив между участками Хет Риф и Энгелсманплат уменьшается.
- Их площадь растёт, и они прочно соединяются между собой.
- Энгелсманплат увеличивается, всё большая часть суши остаётся над водой.
- Вновь увеличивается пролив с северной стороны отмели.
- Северная сторона Энгелсманплат становится меньше, разрыв между двумя частями суши увеличивается.
- К северу от нового канала появляется новая отмель.
- Вновь возникает часть суши под названием Хет Риф.
- Энгелсманплат вновь уменьшается в размерах.
- Цикл начинается снова.

После того, как в 1969 году залив Лауверсзе был отделен дамбой от Ваддензе, вновь образованное водохранилище Лауверсмер оказало значительное влияние на все берега и каналы отмели. Эрозия между островами усилилась, в 2019 году песчаная полоса имеет площадь менее одного квадратного километра, которая почти полностью уходит под воду во время прилива. В 2012 году она примерно на 1,35 м возвышалась над уровнем моря .
Отмель в разное время носила разные имена: «Ingelsche Plaet», «Langhe Sandt», «Hooge Sandt», «Hooghe Banc», «Kalkman» и «Jouerman». В 1699 году впервые было упомянуто название Энгелсманплат. Калкман (нидерл. Kalkman) — название отмели на фризском языке .
На Энгелсманплате практически нет растительности: из-за ветров, приливов и течения отмель стала ниже, а растительность исчезла. Ранее система Энгелсманплат представляла собой острова с дюнами до одного метра с растительностью и солончаками. На Хет Риф, который покрывается водой только во время сильных штормов, растёт трава .

## Экология и туризм
Отмель совместно управляется Национальным лесным фондом и Вадденской группой государственной организации по лесному хозяйству и управлению природными заповедниками (нидерл. Staatsbosbeheer). Первые наблюдения с 1973 года на Энгелсманплат проводила Комиссия по лесному хозяйству Нидерландов. С этого момента орнитологи каждый год контролируют численность птиц, ведут наблюдения и предоставляют информацию. Вначале наблюдения велись из деревянной лачуги на колесах, в 1981 году появился первый стационарный пункт, который разрушил шторм. С 2016 года в Энгельсманплате действует новый Вадденский морской пост, построенный Независимой государственной организацией Staatsbosbeheer под названием «Kalkman», с которого орнитологи ведут наблюдение за птицами.

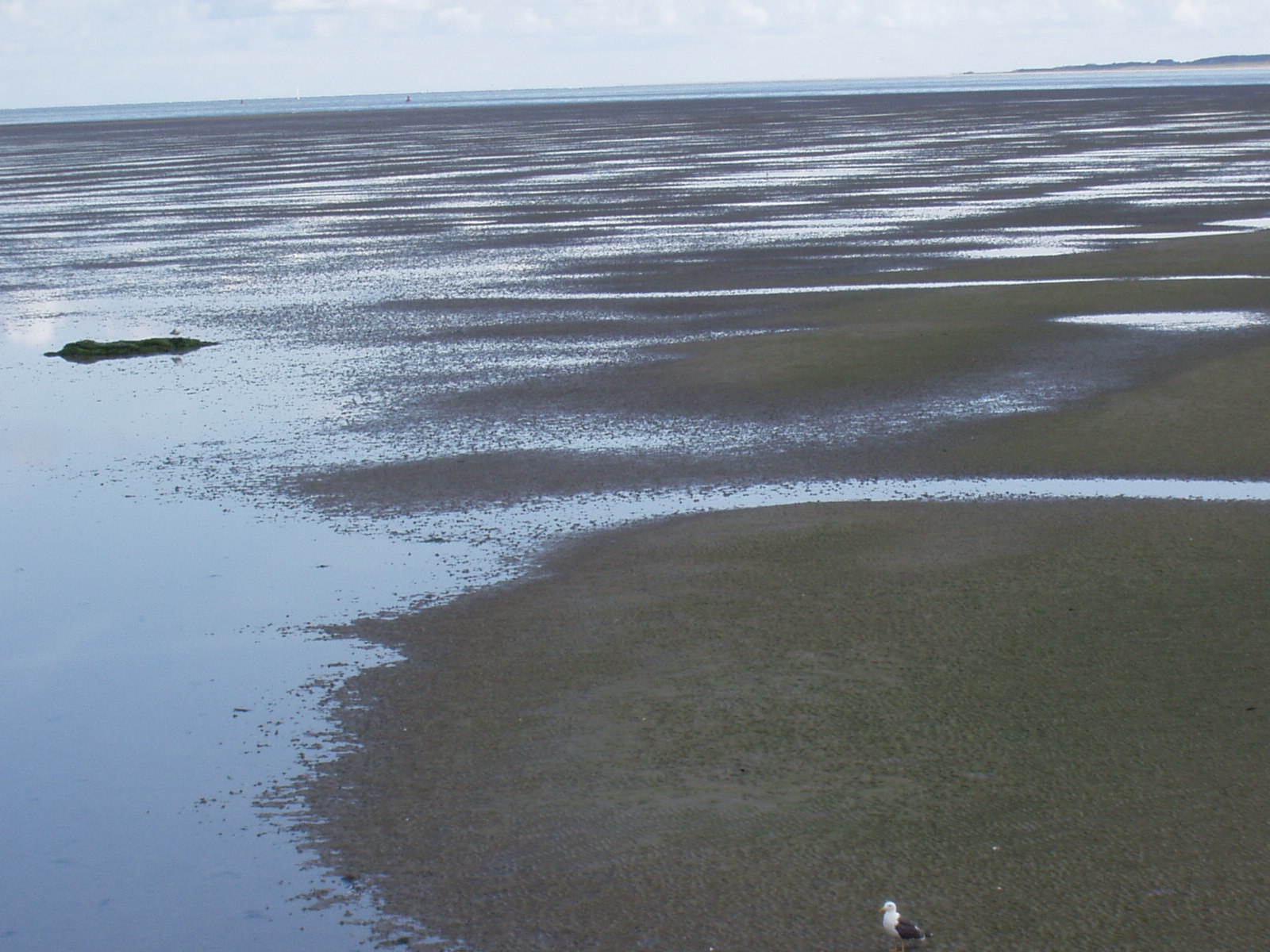
Engelsman-plaat Aug 2009.

Район отмели находится под защитой экологов, поскольку он является важной областью для птиц, которые делают остановку во время перелётов с Крайнего Севера в Африку и обратно. Добровольные наблюдатели за птицами и орнитологи из Независимой государственной организации Staatsbosbeheer следят за необитаемыми песчаными отмелями в Вадденском море между островами Амеланд и Схирмонниког с апреля по сентябрь во время сезона размножения птиц, чтобы никто не нарушал их спокойствие и тишину.
Энгелсманплат является частью программы по защите природы Natura 2000 и принадлежит всемирному наследию ЮНЕСКО.
Общество по «Защите птиц Нидерландов» (нидерл. Bird Protection Nederland) разработало и осуществляет проект «Отдых для птиц, пространство для людей», для защиты диких птиц и их среды обитания . Голландская государственная организация по лесному хозяйству и управлению природными заповедниками совместно с другими природоохранными организациями работают над тем, чтобы с одной стороны, создать хорошие условия для размножения птиц, с другой, организаторы проекта хотят развивать туризм, сближая людей и птиц в условиях дикой природы. Чем больше людей будет привлечено к проекту, тем больше он получит средств на сохранение и восстановление природного парка . 
В 2017 году здесь насчитывалось 250 карликовых крачек, что является рекордом за всё время наблюдений, начиная с 1968 года. В 2017 году на отмели насчитывалось большое скопление перелётных птиц: речные и полярные крачки, камнешарки, а также
- 34.000 — Исландский песочник
- 11.000 — Чернозобик
- 9000 — Сизая чайка
- 4500 — Малый веретенник
- 4200 — Кроншнепы
- 4000 — Тулес
- 2040 — Песчанки[14]